# Albert Szerman
Pour les articles homonymes, voir Szerman.
Albert Szerman (né en 1936 à Paris) est un orphelin juif français, âgé de 8 ans, qui est le seul enfant à survivre à la Rafle de La Varenne-Saint-Hilaire du 22 juillet 1944. Il deviendra un témoin de la Shoah.

## Biographie
Albert Szerman est né en 1936 à Paris. Il est le fils de Joseph Szerman et de Rywka Szerman (née Basz), originaires de Pologne. Joseph Szerman est né le 1er janvier 1908 à Zwolin, en Pologne. Rywka Basz est née le 7 mars 1909 à Varsovie, en Pologne. Ils travaillent comme tailleurs à domicile. Ils habitent au 29, Avenue du Général-Michel-Bizot, dans le 12e arrondissement de Paris.

### Rafle du Vélodrome d'Hiver
Les parents d'Albert Szerman sont arrêtés à leur domicile, le 16 juillet 1942, lors de la Rafle du Vélodrome d'Hiver. Ils sont déportés par le Convoi No. 9, du Camp de Drancy vers Auschwitz,,,,,,.

## Œuvres
- Albert Szerman. Les Orphelins de La Varenne 1941-1944. Préface d'André Kaspi. Éditions L’Harmattan, 2004.
- Albert Szerman. Le 29e Kindle Edition[9]